# 岩崎靖子
岩崎 靖子（いわさき やすこ、1975年5月5日生まれ、京都府出身、兵庫県淡路島在住）は、ドキュメンタリー映画監督。映画配給NPO法人ハートオブミラクル代表。

## 概要
会社員として5年勤めた後、女優に挑戦し舞台や自主製作映画に出演した。
彼女の作品、『宇宙との約束』、『僕のうしろに道はできる 〜奇跡が奇跡でなくなる日に向かって〜』（文部科学省特別選定）は、主に山元加津子の生き方を撮影したもの。
2014年5月時点での最新作は『日本一幸せな従業員をつくる！　〜ホテルアソシア名古屋ターミナルの挑戦〜』（文部科学省選定）。

## 作品歴

### 映画
- 『1/4の奇跡　〜本当のことだから〜』（2009年、プロデュースコーチ。語り）
- 『宇宙（そら）の約束　〜いのちが紡ぐ愛の詩〜』（2009年、監督）
- 『天から見れば』（2013年、ナレーション、プロデュースコーチ）
- 『僕のうしろに道はできる　〜奇跡が奇跡でなくなる日に向かって〜』（2013年、監督、構成、撮影、編集、ナレーション）
- 『日本一幸せな従業員をつくる！　〜ホテルアソシア名古屋ターミナルの挑戦〜』（2014年、監督）
- 『大地の花咲き～洞爺・佐々木ファーム"喜び"ですべてを繋ぐ～』（2015年、監督）
- 『蘇れ 生命の力～小児科医 真弓定夫～』（2017年、監督）
- 『みつばちと地球とわたし〜ひとつぶの命に秘められた 大きな環のおはなし〜』（2018年、監督）
- 『愛でいけるやん～宮田運輸がひらく道～』（2019年、田中貴大と監督）
- 『種まいて 水やって 自然栽培パーティ！』（2022年、田中貴大と監督）

### 著書
- 『人生はいのちからの贈り物』（2017年、トーヨー企画）ISBN 978-4908104015